# Ewa Dyakowska-Berbeka
Ewa Dyakowska-Berbeka (Bielsko-Biała, 22 de septiembre de 1957 - 29 de abril de 2018) fue una pintora, escenógrafa y diseñadora gráfica polaca.

## Biografía
Dyakowska-Berbeka estudió en la Escuela Superior Estatal de Artes Visuales de Gdańsk en la Facultad de Pintura y Artes Gráficas. Obtuvo su diploma en el estudio del prof. Jerzy Krechowicz en 1982. Creó sus obras principalmente en la técnica del collage. Expuso sus obras, entre otroas, en la Galería de Arte Municipal en Zakopane, en la Galería Yatki en Nowy Targ, en la Galería Yam, la Galería de Teatro Logos en Łódź, en el Museo diocesano en Opole. Sus trabajos se pueden encontrar en las colecciones del Santuario de Nuestra Señora de Fátima en Krzeptówki, el Museo Tatra en Zakopane, colecciones privadas en el país y en el extranjero. Ha colaborado con el Teatro Witkacy de forma continua desde 1985. Creó la escenografía para, entre otras cosas, "Treasonry" de Adam Zagajewski dirigida por Paweł Woldan, "Demon of the Earth, Pandora's Boxes" de Frank Wedekind y "Theatrum caeremoniarum" de Molière dirigida por Andrzej Dziuk. Fue galardonada con el Premio del Alcalde de la Ciudad de Zakopane. Murió en 2018 después de una larga y grave enfermedad.

## Vida personal
Hija del prof. Andrzej Dyakowski (1936), pintor y profesor de la Academia de Bellas Artes de Gdańsk. Fue la esposa de Maciej Berbeka (1954-2013), un montañero que murió en 2013 durante un viaje a Broad Peak. Tuvieron cuatro hijos.
Beata Sabale-Zielińska nos contó su vida en el libro How Is Love High? Life after Broad Peak (Varsovia, 2016).